# 国道8号

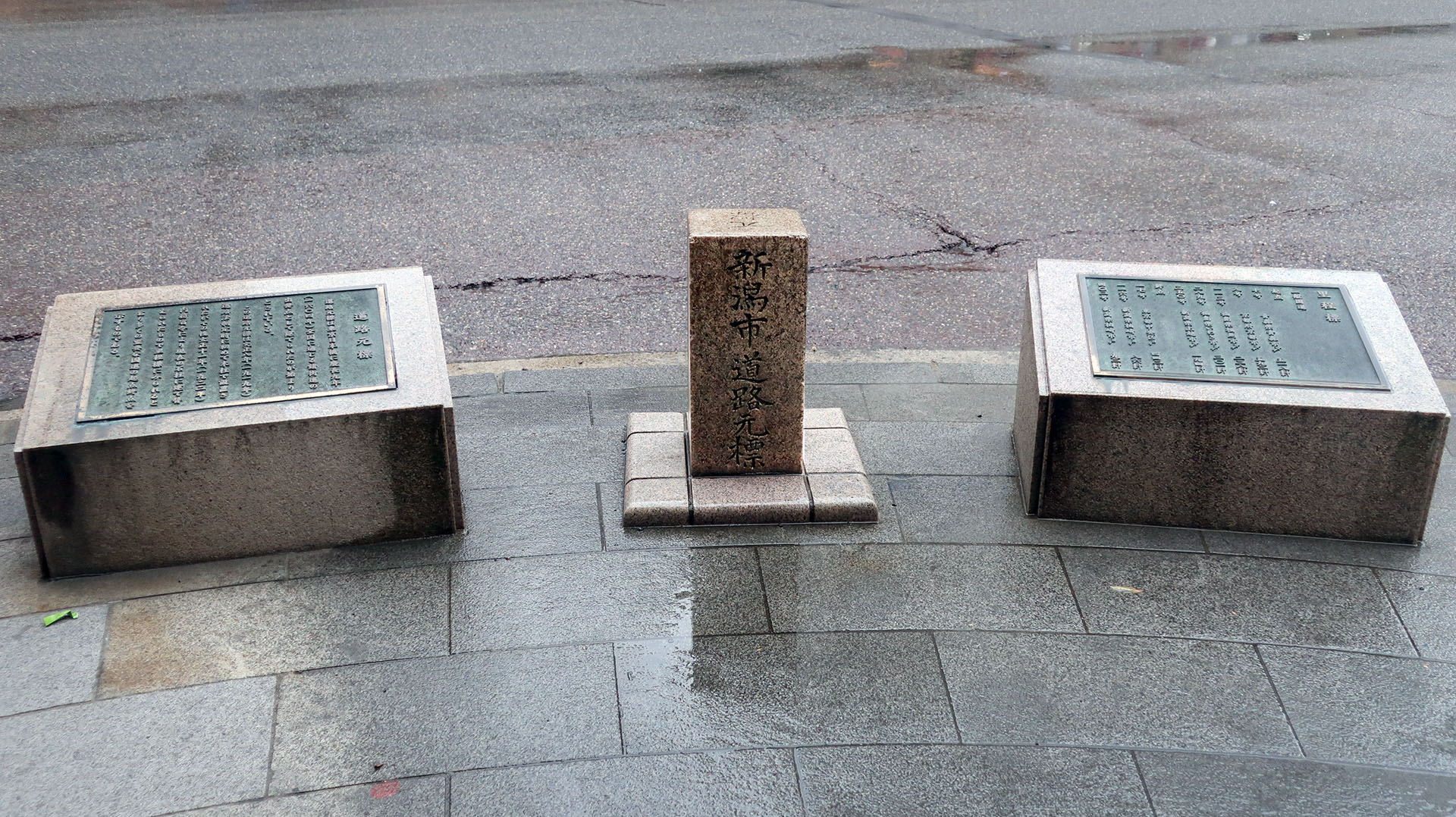
国道8号 起点
新潟県新潟市中央区
本町交差点の「新潟市 道路元標」

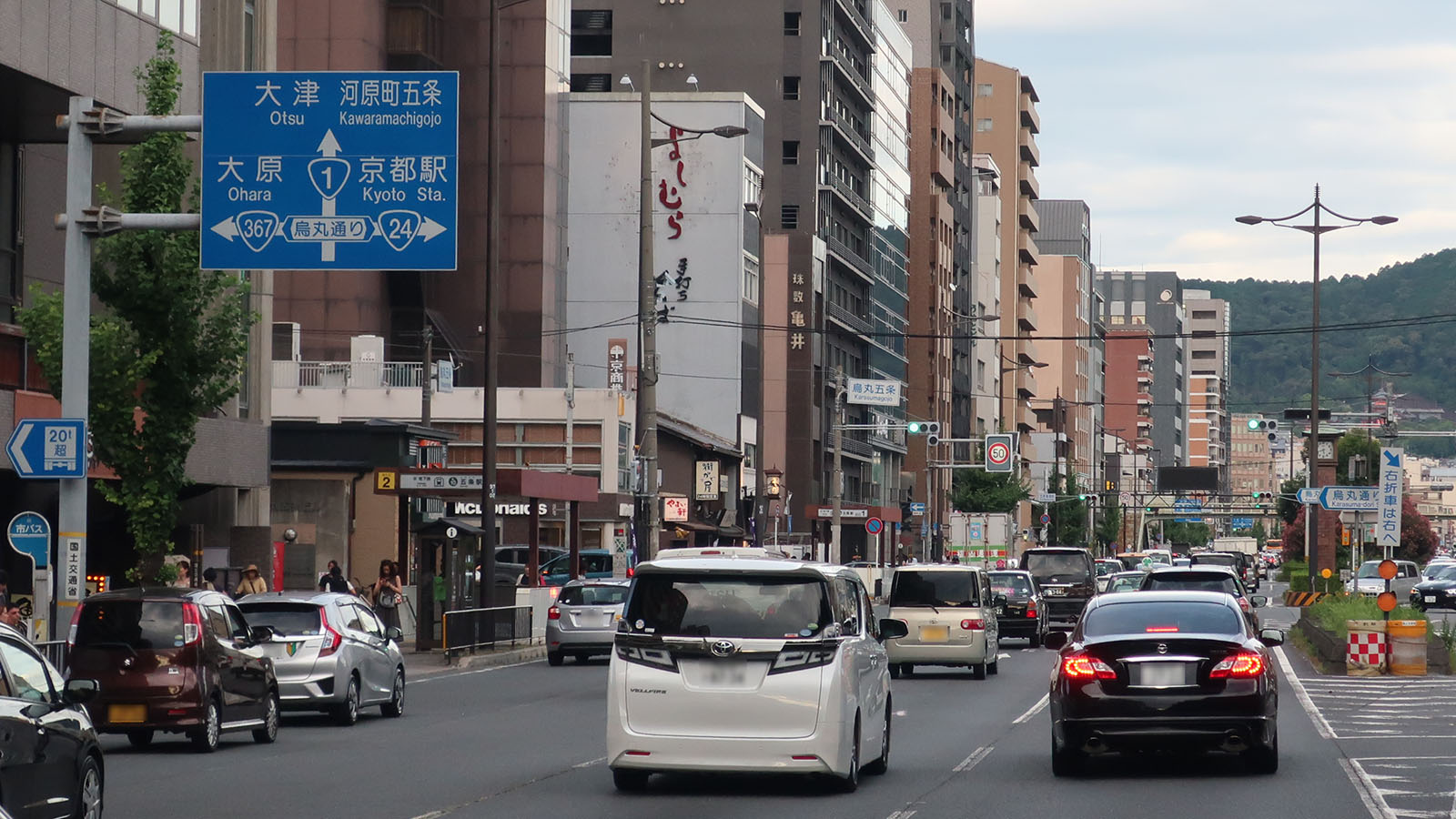
国道8号 終点 （国道1号上）
京都府京都市下京区
烏丸五条交差点

国道8号（こくどう8ごう）は、新潟県新潟市中央区から滋賀県栗東市を経由して、京都府京都市下京区に至る一般国道である。

## 概要
新潟市から日本海沿いに北陸地方を縦断して滋賀・京都に至る幹線国道であり、かつての北陸道を継承するものである。新潟県 - 滋賀県にかけて北陸自動車道と、滋賀県 - 京都府にかけて名神高速道路と並走する。現在、新潟市内の新潟バイパス区間の交通量は、日本ではトップクラスとなっている。

### 路線データ
一般国道の路線を指定する政令に基づく起終点および重要な経過地は次のとおり。
- 起点：新潟市（中央区本町通七番町、本町交差点 = 国道7号・国道113号起点、国道17号・国道116号終点）
- 終点：京都市（下京区烏丸通五條下ル大阪町、烏丸五条交差点 = 国道1号上、国道9号・国道24号・国道367号起点）
- 重要な経過地：白根市[注釈 2]、三条市、見附市、長岡市、柏崎市、上越市、糸魚川市、黒部市、魚津市、滑川市、富山市、新湊市（作道）[注釈 3]、高岡市（四屋）、富山県西礪波郡福岡町[注釈 4]、小矢部市（安楽寺）、石川県河北郡津幡町、金沢市、同県石川郡野々市町[注釈 5]、松任市[注釈 6]、小松市、加賀市、福井市（淵上町）、鯖江市、武生市[注釈 7]、福井県南条郡河野村[注釈 8]、敦賀市、滋賀県伊香郡西浅井町[注釈 9]、同郡木之本町[注釈 9]、長浜市、同県坂田郡近江町[注釈 10]、彦根市、近江八幡市、同県蒲生郡竜王町、同県栗太郡栗東町[注釈 11]、草津市、大津市（瀬田）
- 総延長 : 601.7 km（新潟県 176.0 km、新潟市 33.3 km、富山県 97.0 km、石川県 78.7 km、福井県 100.3 km、滋賀県 108.4 km、京都市 7.9 km）[2][注釈 12]
- 重用延長 : 31.7 km（新潟県 - km、新潟市 4.4 km、富山県 - km、石川県 - km、福井県 - km、滋賀県 19.4 km、京都市 7.9 km）[2][注釈 12]
- 実延長 : 566.5 km（新潟県 172.6 km、新潟市 28.8 km、富山県 97.0 km、石川県 78.7 km、福井県 100.3 km、滋賀県 89.0 km、京都市 - km）[2][注釈 12]
  - 現道 : 543.8 km（新潟県 166.8 km、新潟市 28.8 km、富山県 95.0 km、石川県 78.1 km、福井県 91.8 km、滋賀県 83.2 km、京都市 - km）[2][注釈 12]
  - 旧道 : 7.7 km（新潟県 - km、新潟市 - km、富山県 - km、石川県 - km、福井県 7.7 km、滋賀県 - km、京都市 - km）[2][注釈 12]
  - 新道 : 18.5 km（新潟県 9.2 km、新潟市 - km、富山県 2.0 km、石川県 0.6 km、福井県 0.9 km、滋賀県 5.8 km、京都市 - km）[2][注釈 12]
- 指定区間：新潟市中央区本町通七番町1054番2 - 京都市下京区烏丸通五條下ル大阪町371番2（全線）[3]

## 歴史
国道8号の歴史は、古代の北陸道までたどれる。江戸時代以前は北国街道とも呼ばれ、京都と北陸地方とを結ぶ要路であった。滋賀県の湖東地域の国道8号の道筋は、古代・東山道だった道が江戸時代の中山道を経て、現在の国道へと継承されたものである。

### 年表
- 1885年（明治18年） - 旧道路法に基づき、現在の国道8号に相当する以下の路線が指定された。当時のすべての国道は東京と各県庁や主要港を結ぶものとして制定されたので、現在の国道8号は1本の路線ではなくこま切れに指定されていた。
  - 国道5号：東京より新潟港に達する路線（現在の国道17号、国道18号経由。直江津 - 新潟市が現8号）
  - 国道7号：東京より神戸港に達する別路線（現在の国道17号、国道20号、国道19号、国道21号経由。米原 - 京都が現国道8号）
  - 国道18号：東京より福井県に達する路線（現在の国道1号、国道22号、国道365号経由。武生 - 福井市が現国道8号）
  - 国道19号：東京より石川県に達する路線（上記国道18号経由、金沢市まで）
  - 国道20号：東京より富山県に達する路線（上記国道18、国道19号経由、富山市まで）
  - 国道21号甲：東京より富山県に達する別路線（上記国道5号経由。直江津 - 富山市が現国道8号）
- 1919年（大正8年） - 路線が指定し直され、現在の国道8号に相当する路線は以下のように指定された。
  - 国道11号：東京市より石川県庁所在地に達する路線（甲）（現在の国道17号、国道18号経由。直江津 - 金沢が現国道8号）[5]
  - 国道12号：東京市より石川県庁所在地に達する路線（乙）（現在の国道1号、国道22号、国道21号、国道365号経由。木之本 - 金沢が現国道8号）[5]
  - 国道14号：東京市より京都府庁所在地に達する路線（現在の国道17号、国道18号、国道142号、国道20号、国道19号、国道21号経由。米原 - 京都が現国道8号）
  - 国道8号：1919年（大正8年）の時点では東京市 - 山梨県庁所在地の路線だったが、1941年（昭和16年）に延長されて京都までの路線となり、下諏訪 - 京都は国道14号と重複するようになった。
  - 旧国道5号の直江津 - 新潟市は県道に降格となり、長野から新潟へは現在の国道117号のルートとなった。
- 1934年（昭和9年）11月 - 富山 - 高岡間の国道改良工事が着手される[6]。
- 1935年（昭和10年）3月 - 富山市 - 庄川右岸までの改良工事が竣工[7]。同年11月開通[6]。
- 1941年（昭和16年）12月 - 富山 - 高岡間の改良工事が全線開通[8]。
- 1950年（昭和25年） - 富山 - 高岡間の舗装工事に着手し、1958年（昭和33年）までに同区間が全線舗装となった[8]。
- 1951年（昭和27年）6月1日 - 親不知地域の補修工事に着手（1952年〔昭和27年〕4月30日完了）[9]。
- 1952年度（昭和27年度） - 富山県内のうち早月大橋 - 富山市双代間20 kmの計画線の調査を実施。以降1954年度 - 1958年度の5ヶ年かけて実測調査が行われた[10]。
- 1952年（昭和27年）12月4日 - 現道路法に基づき、旧国道8号、国道11号、国道12号および府県道を併せて新潟県新潟市 - 京都府京都市の一級国道8号として指定した[5]。ここに、かつての北陸街道が再び1本の路線となった。
- 1954年（昭和29年）7月 - 富山県黒部市内区間の工事に着手[11]。
- 1956年度（昭和31年度） - 富山市荒川 - 同市双代間約1.8 kmの改良工事（1953年度〔昭和28年度〕着手）が完成[10]。
- 1956年（昭和31年）9月9日 - 福井県武生市春日野地内（現旧道）で観光バスが路外へ転落。10人が死亡、32人が重軽傷[12]。
- 1957年度（昭和32年度） - 富山市町袋（常願寺大橋西詰） - 同市荒川間5.5kmの工事に着手[10]。
- 1957年（昭和32年）
  - 6月 - 富山県内のうち境 - 早月大橋間約30 kmの工事に着手（1965年度まで）[13]。
  - 同年中 - 幅員22mの国道が富山市五本榎の集落を縦断するかたちで新設される[10]。
- 1958年度（昭和33年度） - 富山市町袋 - 同市荒川間5.5 km竣工。富山市館出以東の舗装工事に着手[10]。石川県内の56 kmの区間が指定区間となる。
- 1958年（昭和33年）9月18日 - 富山県富山市上り立町 - 同県西礪波郡石動町（現・小矢部市）県境間が指定区間となる[14]。
- 1959年度（昭和34年度） - 富山市一本木（同市館出から4.6 km先）まで舗装完了[10]
- 1960年度（昭和35年度） - 富山市町袋（同市一本木から2.8 km先）まで舗装完了[10]。
- 1960年（昭和35年）
  - 同年度中 - 1958年度から進めていた富山市館出からの舗装工事が常願寺大橋左岸町袋地区まで2.8 km完了[15]。
  - 6月 - 富山県中新川郡水橋町市田袋（現・富山市水橋市田袋） - 上り立町間が指定区間となる[16]。
- 1961年（昭和36年）
  - 4月25日 - 新潟県新潟市本町通六番町 - 新潟県西蒲原郡黒埼村大字金巻（現：新潟県新潟市西区大野町・大野新町五差路）8.6 kmの区間が指定区間となる。
  - 11月10日 - 西頚城郡名立町（現・上越市名立区）の区間の起工式[17]。
- 1962年（昭和37年）
  - 同年度中 - 滑川市大島 - 北野新間3.2 kmおよび水橋町鏡田 - 市田袋間4.7 kmの舗装が完了[15]。下新川郡朝日町の区間が着工[18]。
  - 3月31日 - 富山県内の魚津・黒部地区の改良完了[19]。
  - 4月15日 - 富山県内の黒部市 - 水橋町（現・富山市）常願寺間が完成[20]。
  - 4月17日 - 富山県黒部市内の全区間が開通[11]。
  - 5月 - 富山県下新川郡入善町上飯野 - 中新川郡水橋町市田袋（現・富山市水橋市田袋）間が指定区間となる[16]。
  - 11月28日 - 名立道路改修工事が竣工[17]。
- 1963年度（昭和38年度） - 富山県下新川郡朝日町の温泉町の県道交差点 - 新小川橋間[18]、下新川郡入善町 - 黒部市間[21]、滑川市北野新 - 江尻間4.0 kmの舗装が完了[15]。
- 1964年度（昭和39年度） - 富山県下新川郡朝日町泊地区が舗装化される[21]。
- 1965年（昭和40年）
  - 4月1日 - 道路法改正により一級・二級の別がなくなり、一般国道8号となった[5]。
  - 12月1日 - 11月25日に完成した城山・横尾両トンネルの開通をもって、富山県内の全区間が本格的な自動車道として完成[22]。
- 1967年（昭和42年）12月6日 - 倶利伽羅峠を超えるルートを現在の倶利伽羅トンネルを通るルートに変更。なお、このトンネルは北陸本線旧線の倶利伽羅トンネルを拡幅したものである。
- 1969年（昭和44年）8月9日 - 新潟県青海町親不知付近で集中豪雨により大規模な土砂崩れ。並走する山側の北陸本線とともに100 m以上の区間が土砂で埋没した[23]。
- 1970年（昭和45年）11月23日 - 新潟県青海町の大峯洞門西詰で土砂崩れが発生、ホイールローダーや乗用車、トラックが転落して1人死亡、5人が軽傷[24]。
- 1972年（昭和47年）12月22日 - 金沢バイパスが全線開通[25]。これに伴い、金沢市中心部のルートが武蔵交差点を境に国道159号・国道157号となる[25]。
- 1974年（昭和49年）
  - 4月22日 - 新潟バイパスが現道区間となるのに伴い、新潟市本町通六番町（本町交差点） - 黒埼町山田（新潟黒埼IC）の経路が変更（当時は明石二丁目 - 紫竹山は現新潟県道5号新潟新津線の経路であったが、1975年4月1日の栗ノ木バイパスの開通に伴い、さらに経路が変更されている）。関屋大橋経由の旧道は国道指定が解除。
  - 10月30日 - 直江津バイパスが全線開通[26]。
  - 12月17日 - 富山高岡バイパスが全線開通[27]。
- 1976年（昭和51年）3月31日 - 富山高岡バイパスの本線化に伴うルート変更。旧道は富山市金泉寺交差点 - 公会堂前（現・城址公園前）交差点間が国道41号に、高岡市広小路交差点 - 四屋交差点間が国道156号にそれぞれ編入、それ以外の区間は富山県道44号富山高岡線となった。
- 1982年（昭和57年）10月19日 - 長岡東バイパスが全線開通[28]。
- 1986年（昭和61年）11月11日 - 長岡バイパスが全線開通[29]。
- 1987年（昭和62年）
  - 1月22日 - 高岡市内の昭和町 - 横田本町間を4車線化。これにより四屋 - 横田本町間1.3 kmの4車線化が完了する[30]。
  - 同年度中 - 入善町の区間2.1kmの道路拡幅を事業化[31]。
- 1988年（昭和63年）11月22日 - 滑川富山バイパスが全線開通。
- 1990年（平成2年）11月2日 - 俱利伽羅バイパスが全線開通[32]。
- 1993年（平成5年） - 福井バイパスの当初事業区間が全線開通。
- 1994年（平成6年）10月28日 - 魚津バイパスが全線開通[33]。
- 2003年（平成15年）3月24日 - 小松バイパスが全線開通[34]。
- 2004年（平成16年）3月24日 - 魚津滑川バイパスが全線開通。
- 2008年（平成20年）
  - 3月15日 - 津幡北バイパスが全線開通[35]。これに伴い、4月1日をもって国道159号として供用中だった津幡バイパスを含む区間が国道8号に編入され、津幡町内のルートが大幅に変更される[36]。
  - 11月15日 - 敦賀バイパスが全線開通[37]。これに伴い、国道8号最後の鉄道踏切であるJR小浜線・名敦国道踏切が現道経路から外れ旧道区間となる。
- 2015年（平成27年）3月1日 - 入善黒部バイパスのバイパス部が全線開通[38]。
- 2016年（平成28年）1月 - 平成28年の集中豪雪によって見附市から長岡市にかけて大規模な立ち往生が発生[39]。
- 2018年（平成30年）
  - 2月 - 平成30年の大雪によって福井県内で約1,500台の大規模な立ち往生が発生[40]。その後も各地で立ち往生が発生した結果、最長で38.5 kmにわたって通行止めとなった。この立ち往生を契機に、国土交通省は同年12月以降、同区間を含む一般国道でのチェーン規制区間を設定した[41][42]。
  - 9月1日 - 福井バイパスが全線開通[43]。
- 2019年（平成31年）3月10日 - 白根バイパスが全線開通[44]。これに伴い、4月1日に並行する旧道が国道8号の区域を外れる[45]。
- 2021年（令和3年）12月27日 - 滋賀県内の大雪で立ち往生が発生、除雪に伴い最長50 kmにわたる通行止め措置を実施[46][47]。
- 2022年（令和4年）
  - 8月5日 - 集中豪雨により南条郡南越前町から敦賀市にかけた区間で多数の土砂災害が発生。大谷第2トンネル、大谷第5トンネル、敦賀トンネル内にも土砂が流入し、100台以上の車両が立ち往生した[48][49]。並行する北陸本線も不通となったため通行止の期間中、パトカーの先導により代行バスの運行も行われた[50]。
  - 8月9日 - 前述の災害に伴う通行止めを解除（一部で片側の交互通行規制を実施）[51]、代替路として北陸自動車道の上り線の通行料を無料にする措置を実施（同年8月10日0時から8月20日0時まで実施）[52][53][54]。
    - 北陸自動車道の武生IC・南条スマートIC・今庄ICのいずれかで流入し、北陸自動車道の敦賀IC・木之本ICあるいは舞鶴若狭自動車道の敦賀南スマートIC・若狭美浜ICのいずれかで退出した場合に限る[54][55]。

  - 8月20日 - 南条郡南越前町大谷での通行規制を解除[53][55]。
  - 12月19日 - 24時間降雪量が長岡市で89 cm以上、柏崎市で82 cmを記録した。前日から北陸自動車道が閉鎖され、国道8号に車両が集中したこともあり見附市・長岡市・柏崎市内の各所で立ち往生発生した。県は柏崎市・長岡市に災害救助法を適用した[56][57][58]。
- 2024年（令和6年）
  - 1月1日 - 能登半島地震により上越市茶屋ヶ原付近で土砂崩れが発生し通行止めとなった[59]。これに伴い、並走する北陸自動車道の能生ICと上越ICおよび上信越自動車道の上越高田ICと上越JCTの区間が代替路として通行無料にする措置がとられた[60]。
  - 1月27日 - 上越市茶屋ヶ原付近の応急復旧が完了し、通行止め解除。並行高速道路の無料通行措置終了[61]。
- 2025年（令和7年）
  - 5月9日 - 柏崎市上輪の上輪橋で損傷が確認され通行止となった。これに伴い、並走する北陸自動車道の米山ICと柿崎ICおよび柏崎ICと柿崎ICの区間が代替路として通行無料にする措置がとられた[62]。
  - 7月10日 - 上輪橋の応急工事が完了し、13時に通行止め解除。並行高速道路の無料通行措置終了[63]。

## 路線状況

### 新潟県

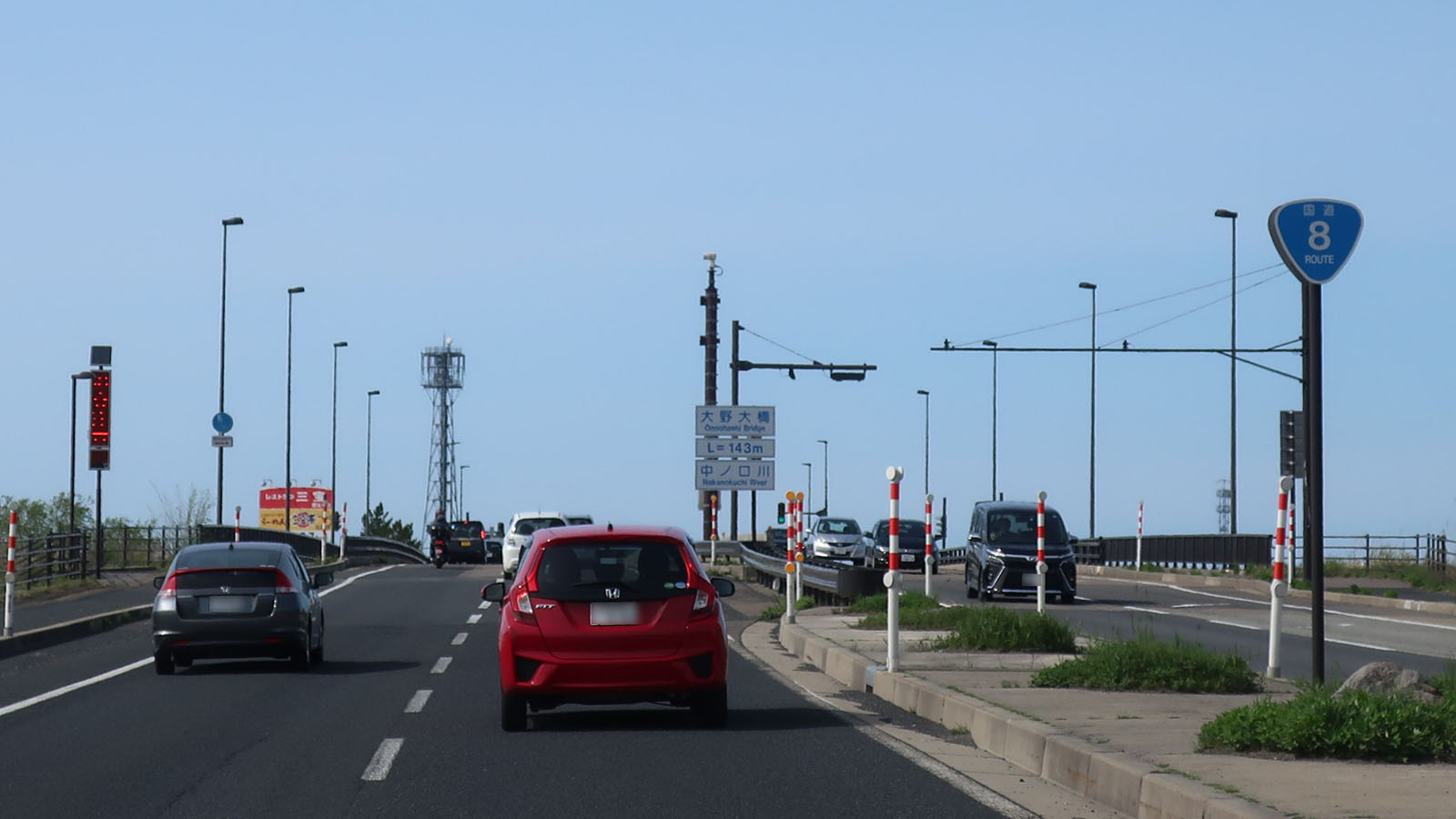
大野大橋付近
新潟県新潟市南区下塩俵

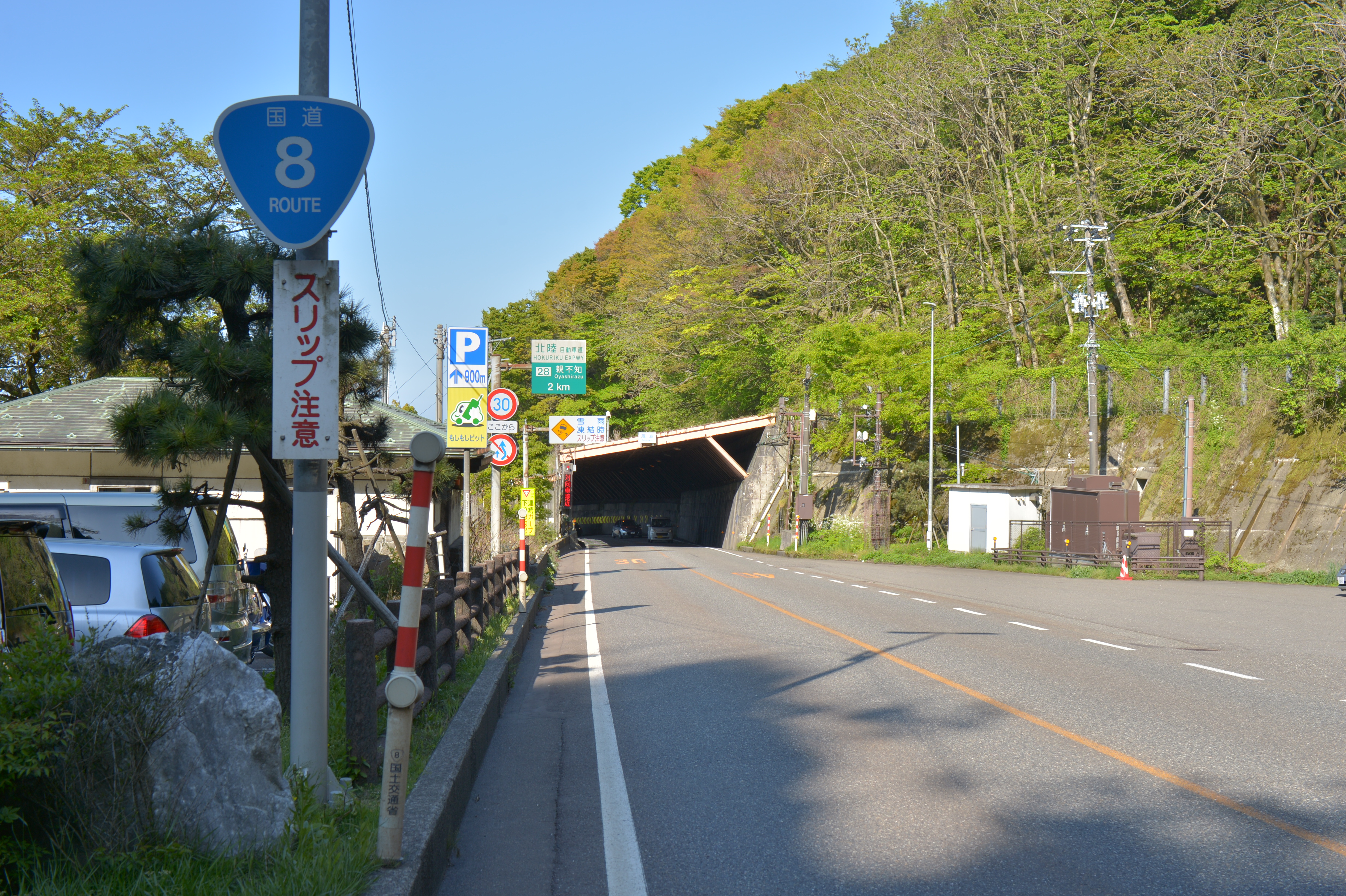
天嶮：親不知付近
新潟県糸魚川市大字市振
（2019年5月）

新潟市から柏崎市にかけては、本路線の他に国道116号、国道402号、北陸自動車道などがあるが、本路線は長岡市を経由し、内陸側を通る路線である。新潟市・三条市・長岡市の各都市を結んでおり、また長岡市では東京方面から接続する国道17号と接続していることもあり、交通量は多い。
起点から新潟市中央区紫竹山にかけては国道7号と重複している。この国道7号と重複している区間では本町通、万代、新潟駅前など各繁華街を経由する。また、途中信濃川を萬代橋で通過している。萬代橋の現橋梁は1929年（昭和4年）開通と歴史が古く、新潟市の代表的存在となっており、また2004年（平成12年）には重要文化財に指定されている。その先、栗ノ木橋交差点から紫竹山ICにかけての栗ノ木バイパスの区間は6車線となる。栗ノ木バイパスはかつての栗ノ木川を埋め立てて建設され、開通した区間であり、各交差点名にその名残りが見られる。この栗ノ木バイパスの区間は市街地を経由している上、新潟バイパス、亀田バイパス、新潟市道紫竹山鳥屋野線、新潟県道51号新潟黒埼インター笹口線、明石通などの各幹線道路と接続していることから、日中にかけて流れの悪い区間となっている。
新潟市中央区紫竹山の紫竹山ICから、同西区山田の黒埼IC間は新潟バイパスとなる。この新潟バイパスの区間は他道路とはすべて立体交差で接続しており、一部を除いて6車線であるほか、最高速度も70 km/hに指定されている。この区間は国道8号の中でも特に交通量が多い区間であり、24時間交通量が新潟市中央区神道寺（かんどうじ）（弁天IC - 桜木IC間）で131,348台と全国2位、その他の区間でも概ね10万台を超えているなど日本屈指の交通量を誇っている。
黒埼IC以南は4車線となり、新潟市西区西部の黒埼地区を通り、大野大橋で中ノ口川を渡る。この黒埼地区の区間は当初2車線であったが、新潟市街と近接している上、沿線の宅地化が進み渋滞が慢性化していたことから、「黒埼拡幅」として黒埼IC - 下塩俵交差点間が2005年（平成17年）までに4車線化された。このうち、1977年（昭和52年）に黒埼IC - 大野交差点（現：大野町交差点）が4車線化された。大野大橋は黒埼地区 - 三条市代官島間の一次改築事業の一環として1963年（昭和38年）に開通したが、当初は2車線であり渋滞が恒常化していたことや、老朽化が進んでいたこともあり、2005年（平成17年）に現橋梁が完成し、大野町交差点 - 下塩俵交差点間が4車線に拡幅された。
大野大橋以北の区間は紫竹山ICと黒埼ICを除き全線が4車線以上であったが、以南の区間では2車線となり、新潟市南区を縦断する。南区内の白根地区では2車線であり、沿線はロードサイド型店舗や住宅地、工場団地等が集積していることから、渋滞や速度低下が慢性的に発生している。このため、白根市街地を迂回する白根バイパスが建設され、一部区間は2015年（平成27年）3月22日に開通、残りの区間も2019年（平成31年）3月10日に開通した。
三条市北部では、中ノ口川と信濃川が非常に近接しており、国道8号はこれらの川を挟んだルートとなっている。同市下須頃 - 大字猪子場新田間は再び市街地となり、4車線となる。この区間は当初2車線であったが、三条大橋を除く区間は1988年（昭和63年）から1996年（平成8年）にかけて順次4車線化された。三条大橋のみ長らく2車線であったが、2003年（平成15年）に現橋梁が完成し、4車線化された。
栄拡幅事業が進む三条市南部の栄地区の区間は再び2車線となるが、同市千把野新田から長岡市西部にかけて4車線となる。このうち、長岡市内の長岡東バイパスと長岡バイパスの区間は一部立体交差となる。この長岡東バイパスの川崎ICでは、国道8号の新潟方面と国道17号の東京方面が本線となっており、国道8号はここから西に折れる経路となる。
富山県境に近い糸魚川市の親不知では山と海岸とのわずかな間を縫うように道路が敷かれており、急カーブが続く難所となっている。この区間のうち、青海 - 歌区間の4.2 kmと外波 - 市振区間の5.4 kmは連続雨量が120 mmを超えると通行止めとなる。えちごトキめき鉄道市振駅を超えて境川を渡ると富山県に入る。

### 富山県

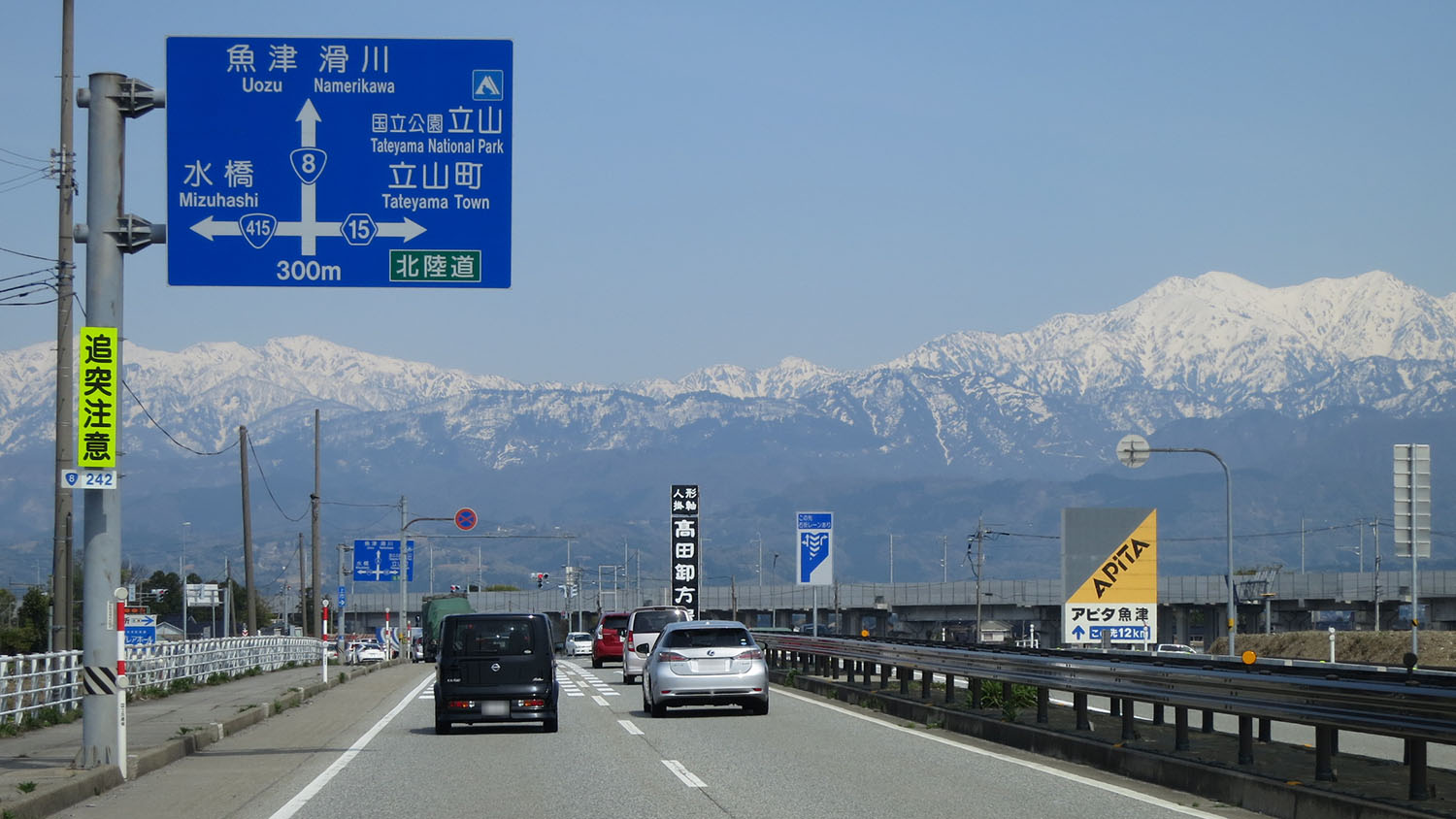
滑川富山バイパス
（国道415号との分岐）
富山市水橋北馬場

朝日町のあいの風とやま鉄道泊駅付近から富山平野に入り、以後小矢部市まで約90 kmにわたってなだらかな道が続く。
入善町から黒部市内にかけては市街地の中を通り、渋滞や速度低下が慢性的に発生していたため、海側に入善黒部バイパスの建設が進められ、2015年（平成27年）3月1日に全線開通した。なお、入善町椚山 - 上野交差点は拡幅工事中である。
魚津市内に入り、江口交差点からは4車線の魚津バイパスに入る。この先、高岡市内までの約50 kmは全線が4車線で完成している魚津バイパス、魚津滑川バイパス、滑川富山バイパス、富山高岡バイパスの区間であり、立体交差も多く快走路が続く。2020年現在、朝夕における有数の渋滞個所である富山市の新屋 - 豊田交差点と中島 - 本郷西交差点は立体化事業が進められており、高新大橋手前の射水市坂東交差点の立体化は2016年（平成28年）3月19日に完成した。この間、大部分で北陸新幹線の高架と併走している。
能越自動車道高岡IC入口交差点で4車線区間は終了し、再び2車線となる。高岡市福岡町区間は市街地の中を通ることもあり、やはり渋滞が発生しやすい。小矢部市に入り、芹川交差点で国道8号は西側に折れて、小矢部バイパス区間に入る。なお、南側のあいの風とやま鉄道線に沿う旧道区間は現在、小矢部市本町交差点までは富山県道42号に、本町交差点からは国道471号に指定されている。

### 石川県

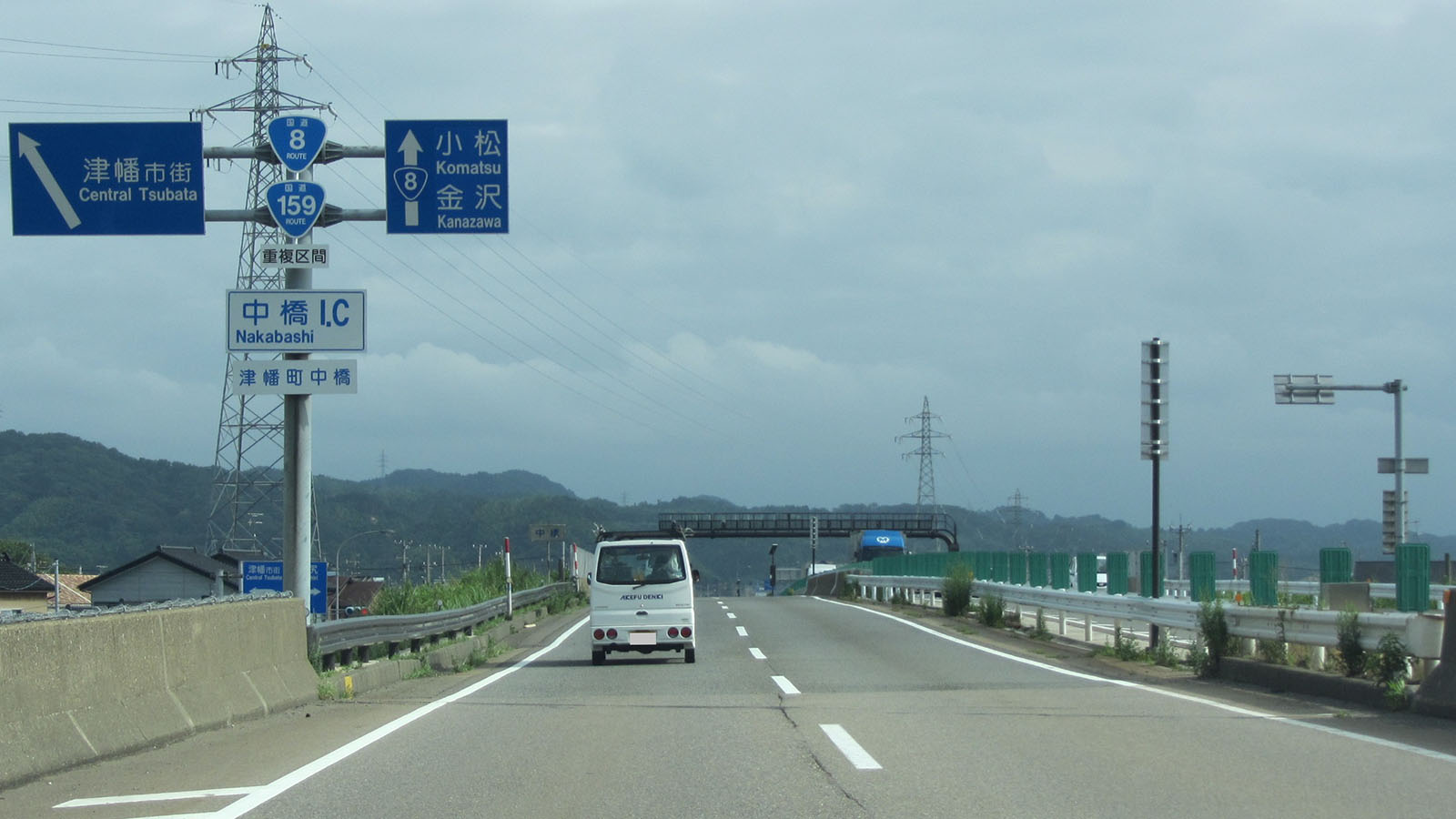
津幡バイパス
(国道159号との重複)
石川県河北郡津幡町

富山県境のトンネルを抜けると、旧道はIRいしかわ鉄道線に沿うように森本方面へとつながっていたが、現在はのと里山海道（旧能登有料道路）につながる国道159号津幡バイパスを経由し、金沢市街に通じる。
金沢市街に入ると、金沢東ICから金沢西IC付近まで、北陸自動車道と併走する。金沢西インター付近で、北陸自動車道と別れると当路線は、野々市市を経て山側へと進む。
白山市では、その中心市街地である松任を通過する。しかしながら、福井方面が一部区間で片側3車線に対し、富山方面は片側2車線であるために渋滞が多く、拡幅事業が進められている。市街地を抜けると田園風景が広がる平野部となり、川北町の手取川大橋付近 - 加賀市箱宮町まで連続立体交差になる。このうち、小松バイパスに該当する大長野IC - 八幡ICはかつて対面通行で事故が多発しており、拡幅工事が行われた。
小松市内は、能美市の大長野交差点から旧道（国道305号）と分岐し、山側を通るバイパス道路となる。加賀市の箱宮インターで再び国道305号と合流して黒瀬町交差点まで重複する。
加賀市内は、箱宮 - 松山交差点まで片側2車線で、松山交差点 - 西島交差点付近まで対面通行になる。西島交差点を過ぎた辺り - 熊坂交差点までは片側2車線の道路になる。熊坂町交差点を過ぎると、ハピラインふくい線の下をくぐり、県境の牛ノ谷峠となる。

### 福井県

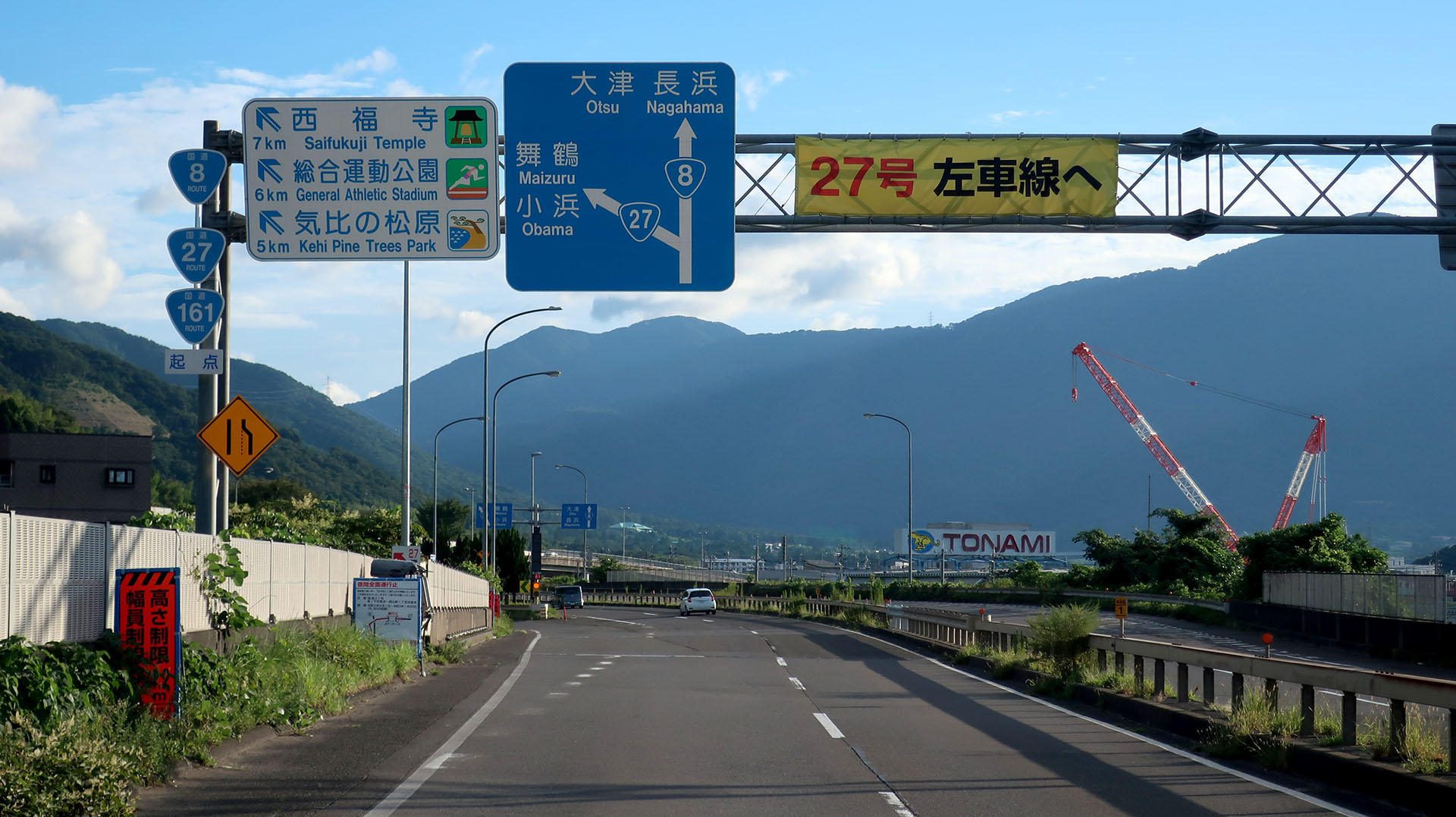
国道27号との分岐
(国道27号起点)
福井県敦賀市 坂ノ下ランプ

石川県境である牛ノ谷峠（標高80 m）の急坂を下った牛ノ谷交差点から、あわら市内の加越台地をなだらかなカーブで南下する笹岡交差点までの4.3 kmは、金津インターチェンジがあるなど交通の便が良いことから工場や物流拠点が点在するが、チェーン規制区間に指定されており、気象庁が福井県に大雪特別警報を発令、あるいは国土交通省が当該区間に「大雪に対する緊急発表」を行い、それらが解除されるまで、冬用タイヤ着用であってもタイヤチェーンを装着していなければ通行できない。
あわら市笹岡 - 越前市塚原の42.2 kmは「福井バイパス」事業区間である（同バイパスは、暫定2車線となっている北端区間の5.4 kmを除き、完成4車線、全区間現道化済）。
あわら市区間は、同バイパスの北端部で2018年（平成30年）に供用開始。暫定2車線。坂井市区間は、交通量は多いものの、比較的流れは良い。また近年、ロードサイド店舗も増えている。
福井市市街地に入ると混雑する。特に大和田 - 新保付近、および丸山 - 問屋団地付近は、休日を中心に渋滞する。大型商業施設が多いことに加え、バイパス完成が比較的古く付近道路との平面交差が多いのが原因である。ただし国道158号との交点付近の約1 km区間は、連続して立体交差化されている。
福井市街地を抜けると、交通量は多いが流れが良くなり、鯖江市、越前市の順で通過する。この一帯は1995年（平成7年）に開催された世界体操競技選手権鯖江大会を機に4車線化された。沿道はロードサイド店舗が並び、工業団地も見ることができる。
越前市の塚原交差点で旧国道8号と合流し、2車線区間となる。これより敦賀市田結までの約27 kmは急カーブや勾配、トンネルの連続である。この区間では起点側から順に「8号防災」「大谷防災」「敦賀防災」と称する道路改良事業が行われている。南越前町河野地区から敦賀市大比田付近までは、越前・河野しおかぜライン（かつての河野海岸有料道路で、現在は通行料無料）が並行していて、国道8号の支障時には迂回させられることもある。
敦賀市内は田結 - 小河口は旧道と現道に分かれる。旧道は市街地を通り、途中アーケード街もある。現道は「敦賀バイパス」の事業名で整備され、約8 kmの大部分は立体交差化されていて、信号のある交差点は2か所のみである。余座 - 坂ノ下の約2 kmが4車線化されている。途中ラムサール条約に登録された中池見湿地の横を通るが、直接降りるための道路はない。坂ノ下ランプで国道27号に接続し、国道161号との重複区間が始まる。
敦賀市小河口から滋賀県境までは山間部を通る。部分的に4車線化されている。国道161号との重複区間は疋田交差点で終わり、琵琶湖西岸（湖西）方面へはここで分岐する。

### 滋賀県 - 京都府

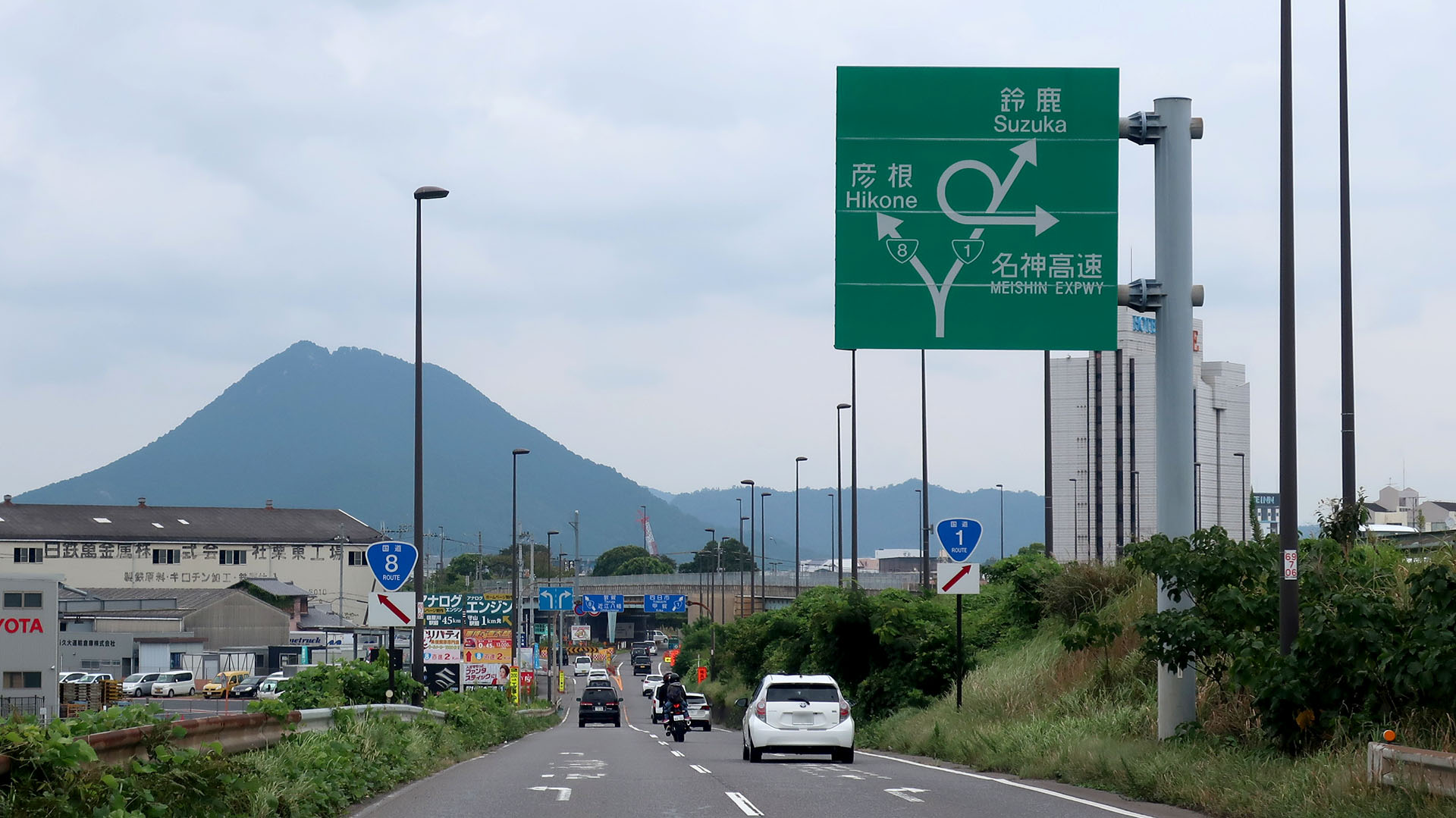
終点までの重複区間
国道1号との分岐
滋賀県栗東市 栗東IC付近

滋賀県の区間は渋滞が多い。主な渋滞地は、彦根市外町 - 彦根市東沼波町、彦根市高宮町、東近江市簗瀬、近江八幡市街、野洲市三上、栗東市辻、栗東市宅屋である。人口の著しい増加で、予想以上に交通量が増えたのが渋滞の原因である（4車線区間が長浜バイパスと米原バイパスの一部区間しかない）。特に、近江八幡から栗東ICにかけての区間は、片側1車線の上にバイパスが無く、日中は常に混雑している。2010年（平成22年）の交通センサスにおける調査では、栗東市の区間において、混雑度が2.0を超えている。渋滞緩和のため野洲栗東バイパス（野洲市小篠原 - 栗東市手原）の計画があり、現在工事中となっている。ほかにも、米原バイパスがあるが彦根市内は開通しておらず、米原警察署附近では混雑が目立っている。
東近江区間（愛荘町・東近江市・近江八幡市・竜王町）は整備率が50 %に満たしておらずバイパスや4車線化を視野に入れた整備を国に要望する組織が2015年（平成27年）に立ち上がった。また、彦根市内 - 東近江市内の区間でもバイパス建設を視野に入れた道路整備が検討されている。
米原市西円寺交差点で国道21号と接続する。栗東IC付近で国道1号と合流し、ここから終点の烏丸五条交差点(京都市下京区)まで、国道1号との重複区間となる。

### バイパス・改築事業
バイパス開通に伴い、旧道が国道指定を外れ、現道となっている区間は「細字」、旧道が引き続き国道8号に指定されている路線は「太字」で記述する。開通当初は国道8号に指定されていたが、現在国道8号に指定されていないバイパス区間は（※）で記述する。
新潟県

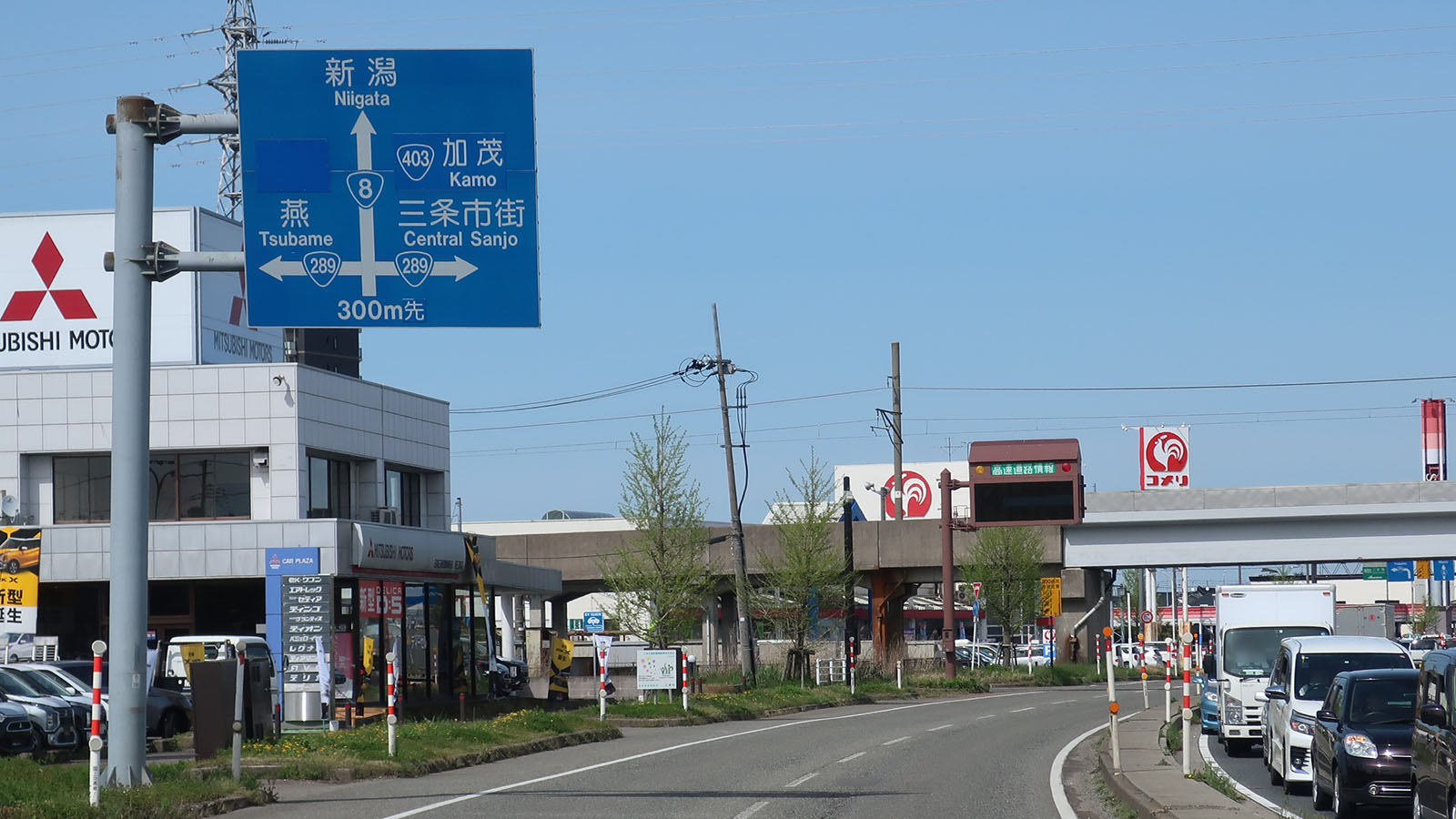
三条バイパス
(国道289号との交差)
新潟県三条市須頃２丁目

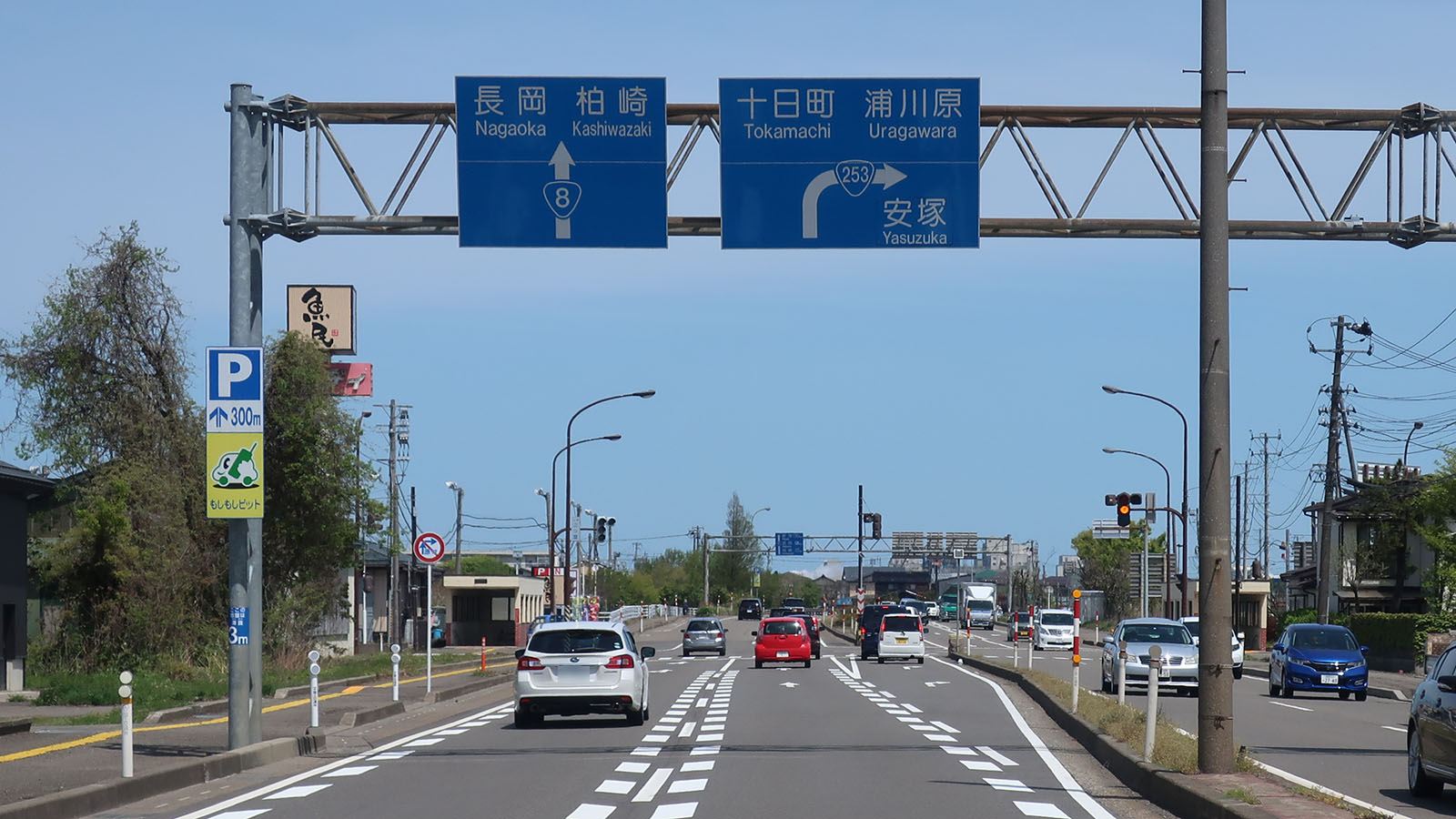
直江津バイパス
(国道253号起点付近)
新潟県上越市三ツ屋町

- 栗ノ木バイパス（新潟市中央区明石二丁目 - 新潟市中央区紫竹山三丁目）：1975年（昭和50年）4月1日全線開通。
- 関屋バイパス（団九郎バイパス）（※）（新潟市中央区関新二丁目 - 新潟市中央区関南町）：1972年（昭和47年）4月1日開通[74]。関屋地区内の交通量逼迫に合わせて信濃川左岸沿いに整備され、バイパスは関屋大橋方面、本道は新潟市本町方面への一方通行とした。新潟バイパス開通に伴い1974年（昭和49年）4月22日に県道に指定変更され、さらに1992年（平成4年）の新潟交通電車線の廃止以降に本道の拡幅が竣工して両方向通行となったのに伴い、新潟市道中央2-163号線に指定変更された。
- 新潟バイパス（一部※）（新潟市中央区海老ヶ瀬 - 新潟市西区山田）：1973年（昭和48年）11月22日全線開通。このうち、海老ヶ瀬 - 紫竹山三丁目は翌1974年（昭和49年）4月20日に国道7号に指定変更され、現在国道8号の区域となっているのは新潟市中央区紫竹山 - 西区山田となっている。
- 黒埼拡幅（新潟市西区山田 - 新潟市南区下塩俵）
- 大野地区改良区間（新潟市西区大野町）：1963年（昭和38年）開通。
- 白根地区改良区間（一部※）（新潟市西区大野町 - 三条市代官島）：1964年（昭和39年）全線開通。
- 白根バイパス（新潟市南区保坂 - 新潟市南区戸頭）：2015年（平成7年）3月22日 鯵潟 - 戸頭間（延長3.9 km）開通[75]。2019年（平成31年）3月10日全線開通[67]。
- 三条拡幅（三条市大島 - 三条市土場）
- 三条バイパス（三条市下須頃 - 三条市直江町二丁目）：1965年（昭和40年）12月19日開通、1968年（昭和43年）3月25日三条市須頃地区完成。
- 見附バイパス（見附市坂井町 - 長岡市灰島新田、バイパス区間は見附市坂井町 - 長岡市中之島）
- 長岡東バイパス（長岡市灰島新田 - 長岡市川崎町）
- 長岡バイパス（長岡市川崎町 - 長岡市大積町三丁目、バイパス区間は長岡市川崎町 - 長岡市宮本東方町、長岡市宮本東方町、長岡市大積町一丁目、長岡市大積町二丁目、長岡市大積町三丁目）
- 曽地局所改良
- 柏崎バイパス（旧）（柏崎市土合 - 柏崎市大字鯨波）
- 柏崎バイパス（一部開通）（柏崎市長崎 - 柏崎市鯨波）
- 鯨波バイパス（柏崎市大字鯨波 - 柏崎市鯨波三丁目）
- 柿崎バイパス（上越市柿崎区竹鼻 - 上越市柿崎区上下浜）
- 柿崎拡幅
- 大潟バイパス（上越市柿崎区上下浜 - 上越市大潟区犀潟）
- 直江津バイパス（上越市大潟区犀潟 - 上越市虫生岩戸）
- 谷浜バイパス（上越市長浜、1977年（昭和52年）10月27日開通）
- 有間川バイパス（上越市有間川）
- 名立バイパス（上越市名立区名立小泊 - 上越市名立区名立大町）
- 筒石バイパス（糸魚川市筒石）
- 藤崎バイパス（糸魚川市藤崎）
- 能生バイパス（糸魚川市能生 - 糸魚川市太平寺、1972年（昭和47年）6月開通）
- 糸魚川東バイパス（一部開通）（糸魚川市間脇 - 糸魚川市押上）
- 梶屋敷バイパス（糸魚川市梶屋敷 - 糸魚川市田伏、1963年（昭和38年）開通）
- 大和川バイパス（糸魚川市田伏 - 糸魚川市竹ヶ花）
- 糸魚川バイパス（糸魚川市押上字道北 - 糸魚川市寺島字塩場）
- 姫川バイパス（糸魚川市寺島字塩場 - 糸魚川市須沢）
- 青海バイパス（糸魚川市須沢 - 糸魚川市青海）
- 歌バイパス（糸魚川市歌 - 糸魚川市外波、1976年（昭和51年）10月6日開通[76]）
- 親不知道路（未開通）（糸魚川市外波 - 糸魚川市市振）
- 市振バイパス（糸魚川市市振、1974年（昭和49年）1月開通[77]）

富山県

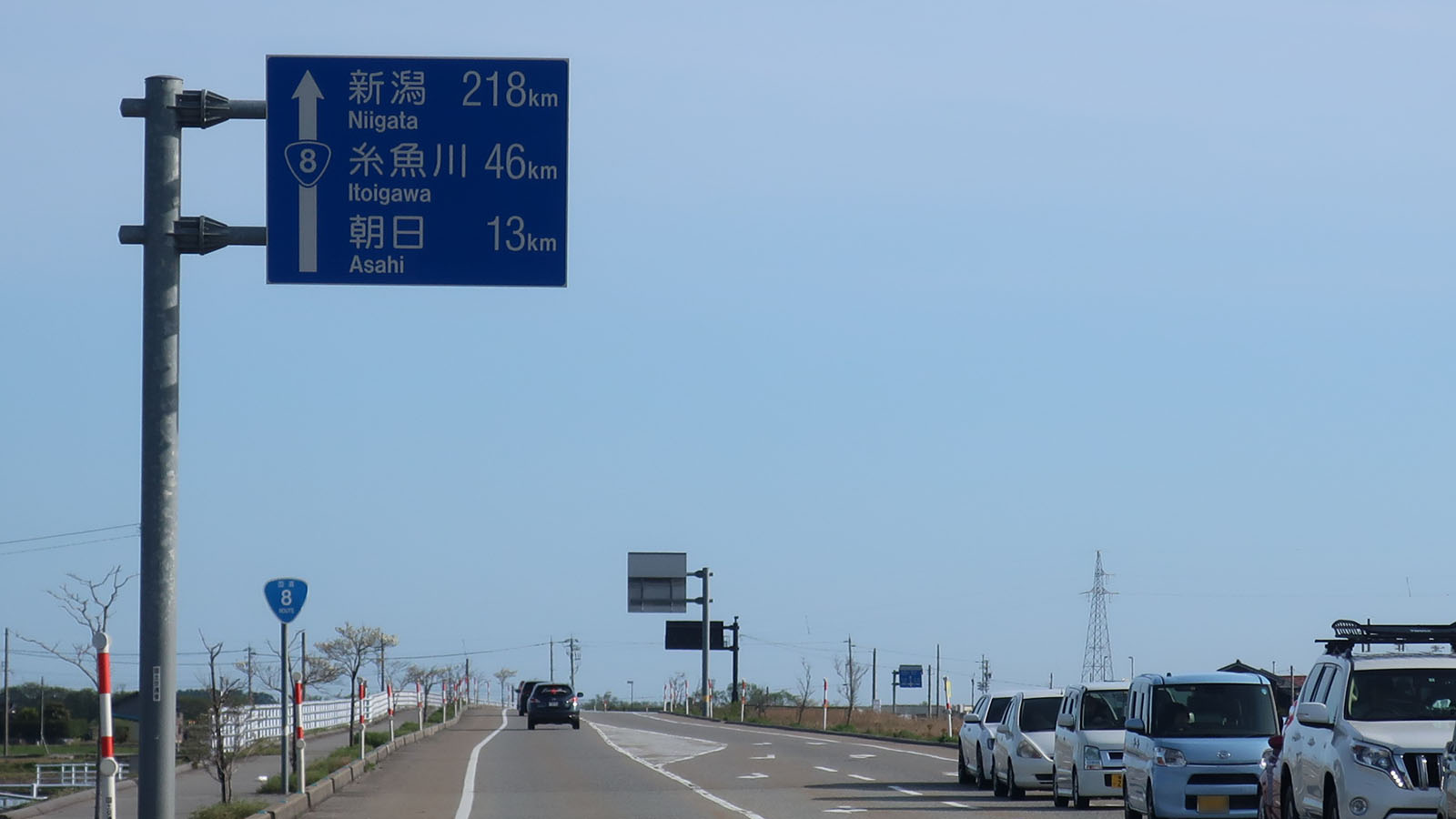
入善黒部バイパス
富山県黒部市古御堂

- 境バイパス（下新川郡朝日町境、1979年（昭和54年）11月7日開通[78]）
- 富山朝日防災（未開通）（下新川郡朝日町宮崎 - 下新川郡朝日町横尾）[79]
- 入善黒部バイパス（入善町椚山 - 魚津市江口）
- 魚津バイパス（魚津市江口 - 魚津市住吉）
- 魚津滑川バイパス（魚津市住吉 - 滑川市稲泉）
- 滑川富山バイパス（滑川市稲泉 - 富山市金泉寺）
- 富山高岡バイパス（富山市金泉寺 - 高岡市四屋）
- 小矢部バイパス（高岡市福岡町開ほつ - 小矢部市安楽寺、バイパス区間は小矢部市芹川 - 小矢部市安楽寺）
- 倶利伽羅防災（小矢部市安楽寺 - 石川県河北郡津幡町河内）

石川県
- 俱利伽羅バイパス（河北郡津幡町九折 - 河北郡津幡町刈安）
- 津幡北バイパス（河北郡津幡町 - 津幡町舟橋）
- 津幡バイパス（津幡町舟橋 - 金沢市今町）
- 金沢外環状道路海側幹線（金沢市今町 - 金沢市鞍月）
- 金沢バイパス（金沢市今町 - 白山市福留町）
- 乾東局所渋滞対策（白山市乾町 - 白山市長竹町）
- 松任拡幅（白山市乾町  - 白山市宮丸町）
- 金沢西バイパス（白山市福留町 - 能美市大長野町）
- 小松バイパス（能美市大長野 - 加賀市箱宮町）
- 加賀拡幅（加賀市箱宮町 - 加賀市黒瀬町）
- 南郷拡幅（加賀市箱宮町 - 加賀市熊坂町）
- 牛ノ谷道路（未開通）（加賀市熊坂町 - 福井県あわら市牛ノ谷）

福井県
- 金津道路（あわら市牛ノ谷 - あわら市笹岡）
- 福井バイパス（あわら市笹岡 - 越前市塚原町）
- 赤萩局改（一部開通）（南条郡南越前町具谷 - 南条郡南越前町大良）
- 大谷防災（未開通）（南条郡南越前町大谷 - 敦賀市元比田）
- 敦賀有料道路 （南条郡南越前町大谷 - 敦賀市杉津）：開通当時の名称。現在は特に道路名は付けられておらず、無料である。
- 敦賀防災（未開通）（敦賀市挙野 - 敦賀市田結）
- 敦賀バイパス（敦賀市田結 - 敦賀市小河口）

滋賀県
- 塩津バイパス（一部開通）（長浜市西浅井町塩津浜 - 長浜市木之本町飯浦）
- 長浜バイパス（長浜市北新町交差点 - 米原市）
- 米原バイパス（一部開通）（長浜市加田町 - 彦根市佐和山町）
- 野洲栗東バイパス（未開通）（野洲市小篠原 - 栗東市手原）
- 五条バイパス（大津市横木 - 京都府京都市東山区東山五条、国道1号との重複区間）

このほか、石川県の金沢東部環状道路（金沢市今町 - 金沢市鈴見台）も当初は国道8号として計画・建設されたが、開通時に国道159号に変更された。

### 別名・通称
- 柾谷小路（新潟市）
- 萬代橋通り（新潟市）
- 東大通（新潟市）
- 明石通（新潟市）
- 日本海夕日ライン（新潟市：新潟県内の柏崎市 - 親不知）
- 長岡道
- 柏崎街道
- 北陸道
- 歴史の道（鯖江市）
- 東環状線（福井市：福井市丸山 - 福井市大町）
- 塩津街道
- 中山道

### 重複区間
- 新潟県

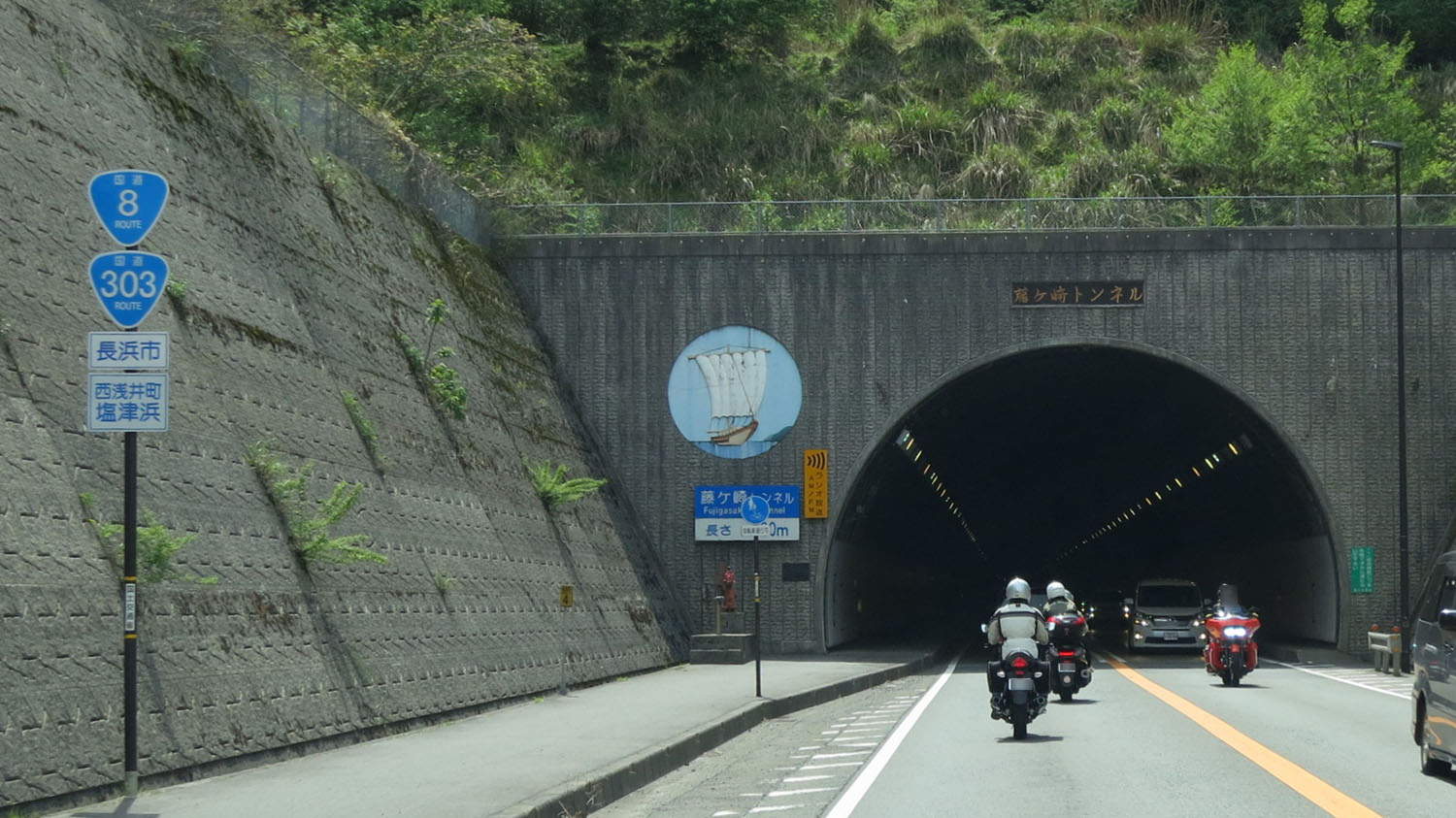
国道303号との重複
(塩津バイパス)
滋賀県長浜市西浅井町

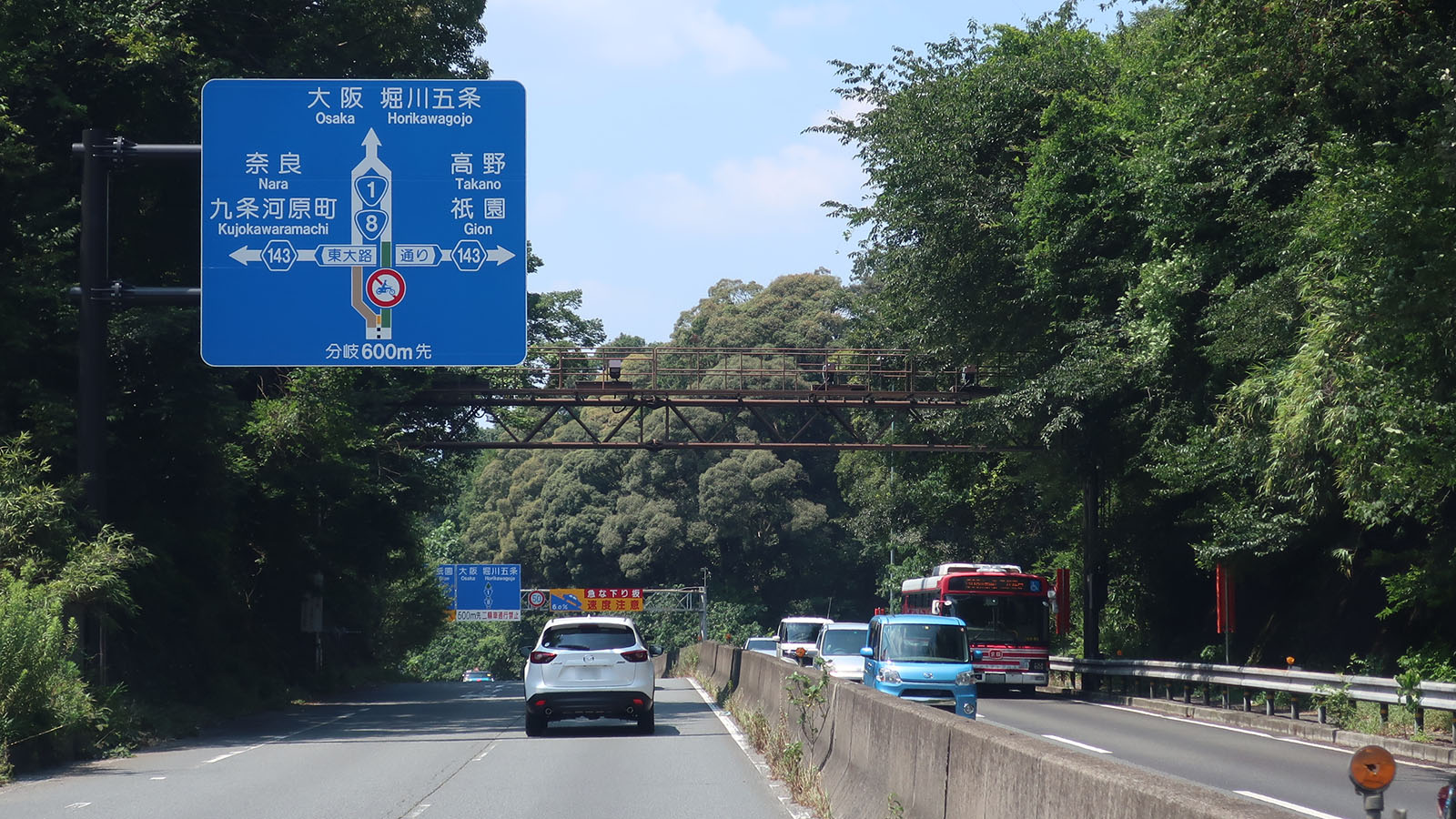
国道1号との重複
(五条バイパス)
京都府京都市東山区清閑寺山ノ内町

  - 国道113号・国道350号（新潟市中央区・本町交差点（起点） - 新潟市中央区・東港線十字路）
  - 国道7号（新潟市中央区・本町交差点（起点） - 新潟市中央区・紫竹山IC）
  - 国道17号（新潟市中央区・本町交差点（起点） - 長岡市・川崎IC）
  - 国道49号・国道403号・国道459号（新潟市中央区・栗ノ木橋交差点 - 新潟市中央区・紫竹山IC）
  - 国道403号（三条市・須頃三丁目南交差点 - 三条市・大野畑交差点）
  - 国道351号（長岡市・川崎IC - 長岡市・新町1丁目交差点）
- 石川県
  - 国道159号・国道249号（河北郡津幡町・舟橋JCT - 金沢市・今町JCT）
  - 国道157号（野々市市・三日市交差点 - 白山市・乾東交差点）
  - 国道305号（野々市市・三日市交差点 - 能美市・大長野IC）
  - 国道305号（加賀市・箱宮IC - 加賀市・黒瀬交差点）
- 福井県
  - 国道365号（越前市・行松交差点 - 越前市・塚原交差点）
  - 国道305号・国道417号（現道：南越前町・赤萩 - 南越前町・桜橋交差点）
  - 国道27号・国道162号（現道・旧道連絡部：敦賀市・坂ノ下ランプ - 敦賀市・岡山町１丁目交差点）
  - 国道161号

（敦賀市・坂ノ下ランプ -<現道>- 敦賀市・小河口ランプ - 敦賀市・疋田交差点）
（敦賀市・坂ノ下ランプ -<現道・旧道連絡部>- 敦賀市・岡山町１丁目交差点 -<旧道>- 敦賀市・小河口ランプ）
- 滋賀県
  - 国道303号（長浜市・塩津交差点 - 長浜市・木之本交差点）
  - 国道365号（長浜市・木之本IC交差点 - 木之本交差点）
  - 国道21号（米原市・西円寺交差点 - 米原市・米原警察署前交差点）
  - 国道1号（栗東市・栗東IC - 京都府京都市下京区・烏丸五条交差点（終点））

### 道路情報ラジオ放送区間
新潟県
- 桜木（新潟市中央区桜木町（桜木IC） - 新潟市中央区紫竹山三丁目（紫竹山IC））（紫竹山方面のみ）※廃止
- 白根（新潟市南区下塩俵）※廃止

福井県
- 福井（福井市板垣 - 福井市大町）※廃止
- 越前（越前市畑 - 越前市塚原）
- 田結（敦賀市田結トンネル - 樫曲トンネル）
- 敦賀（敦賀市鳩原 - 敦賀市疋田）※廃止

滋賀県
- 木之本（長浜市木之本町大根 - 長浜市木之本町千田）（平日の9:00 - 17:00のみ放送）※廃止

### 道路施設

#### 主な橋梁
- 萬代橋（新潟市中央区・信濃川）
- 新潟大橋（新潟市中央区 - 新潟市西区・信濃川）
- 大野大橋（新潟市西区 - 新潟市南区・中ノ口川）
- 三条大橋（三条市・信濃川）
- 見附大橋（見附市 - 長岡市・刈谷田川）
- 長岡大橋（長岡市・信濃川）
- 米山大橋(柏崎市青海川・谷根川)
- 上輪橋（柏崎市上輪新田 - 柏崎市上輪・払川）
- 胞姫橋（柏崎市）
- 関川大橋（上越市・関川）
- 海川橋（糸魚川市竹ヶ花 - 糸魚川市押上字道北、1964年（昭和39年）12月開通・海川）
- 海川大橋（糸魚川市・糸魚川東バイパス・海川）
- 姫川大橋（糸魚川市・姫川）
- 子不知高架橋（糸魚川市青海 - 糸魚川市歌、延長603m、幅員10.75m、1980年（昭和55年）度着工、1987年（昭和62年）12月完成[80]）：旧道は現在通行止め
- 歌高架橋（糸魚川市）
- 境橋（糸魚川市 - 朝日町）
- 笹川橋（朝日町）
- 四十八ヶ瀬大橋（入善町 - 黒部市・黒部川）
- 有頼大橋（黒部市 - 魚津市・片貝川）
- 延槻大橋（魚津市 - 滑川市・早月川）
- 雄峰大橋（富山市・常願寺川）
- 中島大橋（富山市・神通川）
- 高新大橋（高岡市 - 射水市・庄川）
- 茅蜩橋（小矢部市・小矢部川）
- 犀川橋（金沢市・犀川）
- 手取川大橋 （川北町・手取川）
- 福井大橋 （坂井市・九頭竜川）
- 武生大橋（越前市・日野川）
- 姉川大橋（長浜市・姉川）
- 近江橋（米原市・天野川）
- 御幸橋（愛荘町 - 東近江市・愛知川）
- 野洲川大橋（野洲市 - 栗東市・野洲川）
- 草津川大橋（草津市・草津川）
- 瀬田川大橋（大津市・瀬田川）
- 五条大橋（京都市東山区 - 下京区・鴨川）

#### 主なトンネル
- 赤田トンネル（刈羽郡刈羽村赤田北方 - 刈羽郡刈羽村赤田町方）：旧道は現在、車両通行止め。）
- 笠島トンネル（柏崎市笠島）
- 米山トンネル（柏崎市）
- 芭蕉ヶ丘トンネル（柏崎市笠島 - 柏崎市上輪新田）
- 駒返トンネル （糸魚川市）：旧道は現在通行止め
- 天嶮トンネル （糸魚川市）：旧道は歩行者専用道路の糸魚川市道天嶮親不知線に指定変更されたため、車両通行止め
- 城山トンネル（朝日町）
- 横尾トンネル（朝日町）
- 俱利伽羅トンネル（石川県津幡町 - 富山県小矢部市）
- 武生トンネル（越前市 - 南越前町）
- 敦賀トンネル（南越前町 - 敦賀市）
- 藤ヶ崎トンネル（長浜市）
- 賤ヶ岳トンネル（長浜市）
- 佐和山トンネル（彦根市）

#### 道の駅
- 新潟県
  - 新潟ふるさと村（新潟市西区）
  - ながおか花火館（長岡市）
  - 風の丘米山（柏崎市）
  - うみてらす名立（上越市）
  - 能生（糸魚川市）
  - 親不知ピアパーク（糸魚川市）
  - 越後市振の関（糸魚川市）
- 富山県
  - KOKOくろべ（黒部市）
  - カモンパーク新湊（射水市）
  - 万葉の里 高岡（高岡市）
  - メルヘンおやべ（小矢部市）
- 石川県
  - めぐみ白山（白山市）
  - こまつ木場潟（小松市）
- 福井県
  - 河野（南条郡南越前町）
  - 当路線の施設ではないが、沿道の東側約500 mに越前たけふ（越前市）が見えており、県道269号越前たけふ駅線にてアクセス可能。
- 滋賀県
  - 塩津海道 あぢかまの里（長浜市）
  - 竜王かがみの里（蒲生郡竜王町）

#### 休憩施設
- 富山県
  - 富山東パーキング（富山市）

## 地理

### 通過する自治体
- 新潟県
  - 新潟市（中央区 - 西区 - 南区） - 三条市 - 燕市[注釈 13] - 三条市 - 見附市 - 長岡市 - 刈羽郡刈羽村 - 柏崎市 - 上越市 - 糸魚川市
- 富山県
  - 下新川郡朝日町 - 下新川郡入善町 - 黒部市 - 魚津市 - 滑川市 - 中新川郡上市町 - 富山市 - 射水市 - 高岡市 - 小矢部市
- 石川県
  - 河北郡津幡町 - 金沢市 - 野々市市 - 白山市 - 能美郡川北町 - 能美市 - 小松市 - 加賀市
- 福井県
  - あわら市 - 坂井市 - 福井市 - 鯖江市 - 越前市 - 南条郡南越前町 - 敦賀市
- 滋賀県
  - 長浜市 - 米原市 - 彦根市 - 犬上郡豊郷町 - 愛知郡愛荘町 - 東近江市 - 近江八幡市 - 蒲生郡竜王町 - 野洲市 - 栗東市 - 草津市 - 大津市
- 京都府
  - 京都市（山科区 - 東山区 - 下京区）

### 交差する道路
北陸地方整備局管内
- 新潟県
  - 国道116号（※国道116号重複=国道289号・国道402号）（新潟市中央区・本町交差点起点）
  - 国道113号（※国道113号重複=国道350号）（新潟市中央区・本町交差点起点 -（重複）- 東港線十字路）
  - 国道7号（新潟市中央区・本町交差点起点 -（重複）- 紫竹山IC）
  - 国道17号（新潟市中央区・本町交差点起点 -（重複）- 長岡市・川崎IC）
  - 国道345号（※国道113号・国道350号と重複）（新潟市中央区・東港線十字路）
  - 国道49号（※国道49号重複=国道403号・国道459号）（新潟市中央区・栗ノ木橋交差点 -（重複）- 紫竹山IC）
  - 国道116号（※国道116号重複=国道289号）（新潟市西区・黒埼IC）
  - 国道460号（新潟市南区・白根古川交差点）
  - 国道460号（新潟市南区・日の出町交差点）
  - 国道289号（※三条市街方面に国道403号重複）（三条市・須頃三丁目南交差点）
  - 国道403号（三条市・大野畑交差点）
  - 北陸自動車道中之島見附IC（長岡市）
  - 国道351号（長岡市・川崎IC -（重複）- 新町1丁目交差点）
  - 国道352号（※国道352号重複=国道403号、長岡駅方面へは国道351号と重複）（長岡市・新町1丁目交差点）
  - 国道351号（長岡市・堺西交差点）
  - 国道404号（長岡市・喜多町交差点）
  - 北陸自動車道・関越自動車道長岡IC（長岡市）
  - 国道116号（柏崎市・長崎交差点）
  - 国道252号（国道252号重複=国道291号）（柏崎市・日吉町交差点）
  - 国道353号（柏崎市・枇杷島交差点）
  - 国道352号（柏崎市・柳橋町交差点）
  - 北陸自動車道米山IC（柏崎市）
  - 北陸自動車道柿崎IC（上越市）
  - 国道253号（上越市・三ツ屋交差点）
  - 国道18号・国道350号（上越市・下源入交差点）
  - 国道148号（糸魚川市・横町交差点）
  - 北陸自動車道親不知IC（糸魚川市）
- 富山県
  - 北陸自動車道朝日IC（下新川郡朝日町）
  - 国道415号（富山市・北馬場交差点）
  - 国道41号（富山市・金泉寺交差点）
  - 国道472号（射水市・鏡宮交差点）
  - 国道160号（高岡市・四屋IC）
  - 国道156号（高岡市・四屋交差点）
  - 能越自動車道（国道470号）高岡IC（高岡市）
  - 能越自動車道福岡IC（小矢部市）
  - 国道471号（小矢部市・安楽寺IC）
- 石川県
  - 国道159号（※国道159号重複=国道249号）（河北郡津幡町・舟橋JCT -（重複）- 金沢市・今町JCT）
  - 北陸自動車道金沢東IC・金沢西IC（金沢市）
  - 国道157号（野々市市・三日市交差点 -（重複）- 白山市・乾東交差点）
  - 国道305号（野々市市・三日市交差点 -（重複）- 能美市・大長野IC）
  - 国道360号（小松市・佐々木IC）
  - 国道416号（小松市・東山IC）
  - 国道305号（加賀市箱宮町 -（重複）- 黒瀬交差点）
  - 国道364号・国道365号（加賀市・黒瀬交差点）（※国道365号は国道305号と重複）

近畿地方整備局管内
- 福井県
  - 国道416号（福井市・新保交差点）
  - 国道158号（福井市・西方交差点）
  - 国道417号（鯖江市・東鯖江交差点）
  - 国道365号（越前市・行松交差点 - （重複） - 塚原交差点）
  - 国道305号（南条郡南越前町赤萩 - （重複）- 桜橋交差点〈現道〉、桜橋交差点〈新道〉）（※国道305号重複=国道417号、国道417号は旧越前町方面から桜橋交差点で終点）
  - 国道476号（敦賀市・余座〈現道（敦賀バイパス）〉、曙交差点〈旧道〉）
  - 北陸自動車道敦賀IC（敦賀市〈現道（敦賀バイパス）〉）
  - 国道27号（※国道27号重複=国道162号）（敦賀市・坂ノ下ランプ〈現道・旧道連絡線（金山バイパス） - 岡山町1丁目交差点で重複、岡山町1丁目交差点〈旧道〉）
  - 国道161号（敦賀市・坂ノ下ランプ - 〈現道・旧道連絡線（金山バイパス）〉 - 岡山町1丁目交差点 - 〈旧道〉 - 小河口ランプ - 〈現道〉 - 疋田交差点で重複）
- 滋賀県
  - 国道303号（長浜市・塩津交差点 -（重複）- 長浜市・木之本交差点）
  - 北陸自動車道木之本IC（長浜市）
  - 国道365号（長浜市・木之本IC交差点 -（重複）- 長浜市）
  - 国道303号木之本大橋（長浜市・千田北交差点）
  - 国道21号（米原市・西円寺交差点 -（重複）- 米原警察署前交差点）
  - 国道306号（彦根市・外町交差点）（※国道306号重複=国道307号）
  - 国道421号（近江八幡市・友定町交差点）
  - 国道477号（蒲生郡竜王町・西横関交差点）
  - 名神高速道路栗東IC（栗東市）
  - 国道1号（栗東市・栗東IC -（重複）- 京都市下京区・烏丸五条交差点終点）
  - 国道422号（大津市・松原国道口交差点）
  - 国道161号（大津市・逢坂交差点）
  - 国道161号西大津バイパス（大津市・藤尾南ランプ）
- 京都府
  - 名神高速道路京都東IC（京都市山科区）
  - 国道9号・国道24号・国道367号（京都市下京区・烏丸五条交差点終点）

### 主な峠
- 曽地峠（標高130 m）：新潟県柏崎市 - 新潟県刈羽郡刈羽村
- 米山峠（標高- m）：新潟県柏崎市
- 親不知（延長約15 km）：新潟県糸魚川市
- 天田峠（標高160 m）：富山県小矢部市 - 石川県河北郡津幡町
- 牛ノ谷峠（標高80 m）：石川県加賀市 - 福井県あわら市
- 新道野越（標高260 m）：福井県敦賀市 - 滋賀県長浜市